# Kozlov, Žďár nad Sázavou
Kozlov là một làng thuộc huyện Žďár nad Sázavou, vùng Vysočina, Cộng hòa Séc.